# Thaminophyllum
Thaminophyllum, biljni rod iz porodice glavočika, dio podtribusa Cotulinae. Sastoji se od nekoliko vrsta s juga Afrike

## Vrste
Global Compositae Database
1. Thaminophyllum latifolium Bond
2. Thaminophyllum multiflorum Harv.
3. Thaminophyllum mundii Harv.

## Vanjske poveznice
|  | Zajednički poslužitelj ima još gradiva o temi Thaminophyllum |
|  | Wikivrste imaju podatke o taksonu Thaminophyllum             |